# Pelabravo
Pelabravo település Spanyolországban, Salamanca tartományban. Pelabravo Calvarrasa de Arriba, Carbajosa de la Sagrada, Santa Marta de Tormes, Cabrerizos és Calvarrasa de Abajo községekkel határos. Lakosainak száma 1366 fő (2024).

## Népesség
A település népessége az elmúlt években az alábbi módon változott:
| Lakosok száma | 817  | 877  | 898  | 959  | 1064 | 1102 | 1247 | 1191 | 1284 | 1366 |
|               | 2001 | 2004 | 2007 | 2009 | 2012 | 2014 | 2017 | 2019 | 2022 | 2024 |